# Конус дворцовый
Конус дворцовый, или конус золочёный (Conus aulicus), — вид брюхоногих моллюсков из семейства конусов (Conidae).

## Описание
Раковина длиной 44—92 мм; небольшая, несколько вздутая, овальной формы. Поверхность раковины покрыта тонкими поперечными бороздками. Общая окраска ярко-бордовая с крупными областями чешуйчатого узора из белых пятен треугольной формы. Вершина раковины заострённая, без короны. Устье продолговатое, внутри шафранно-жёлтое либо белое.

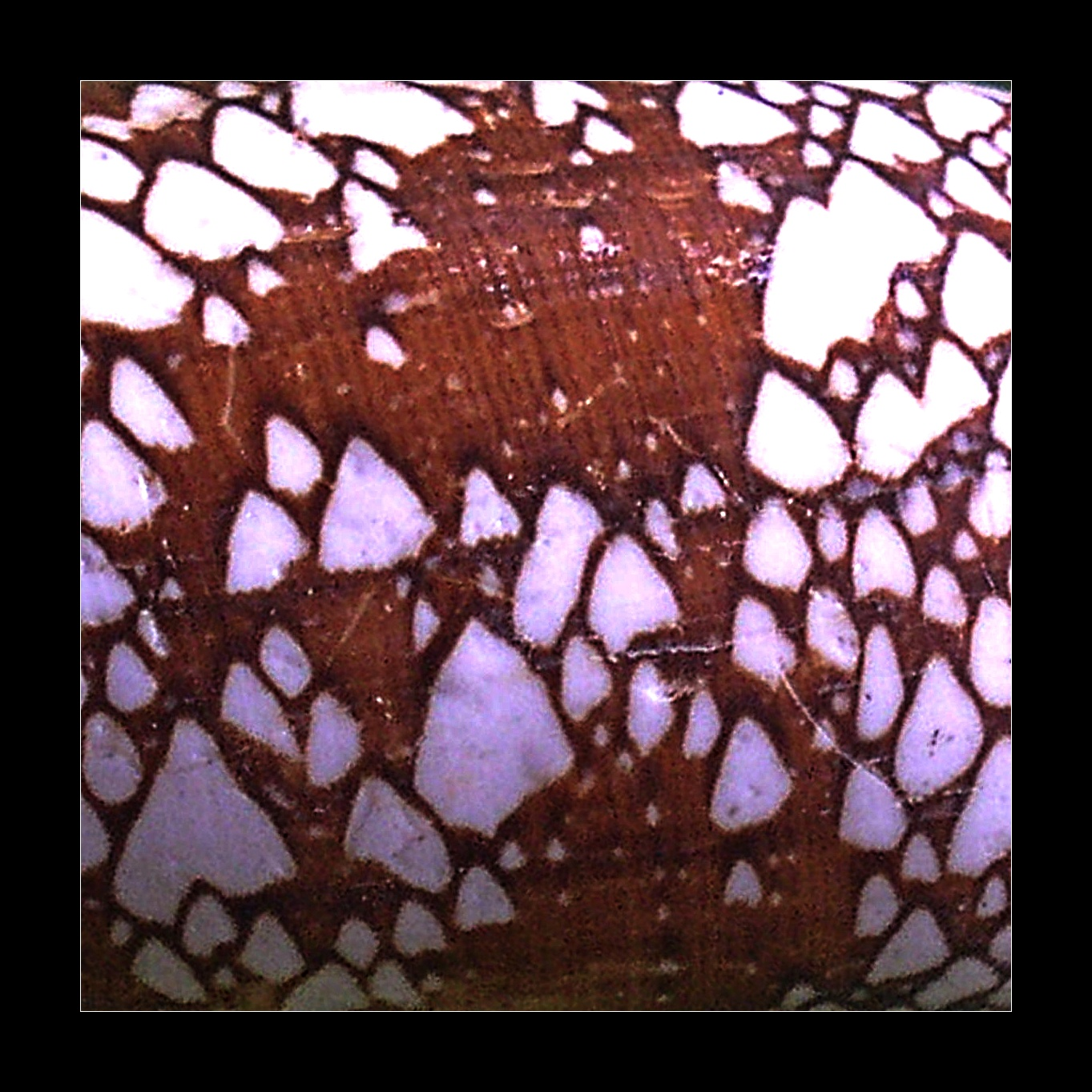
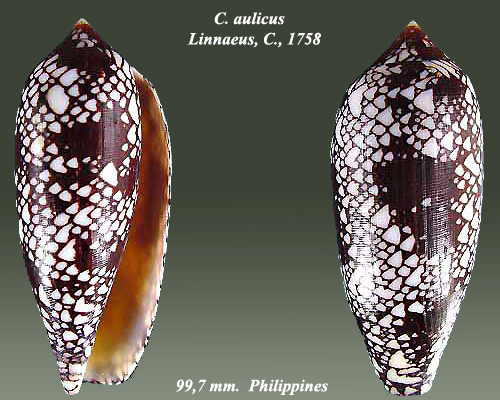
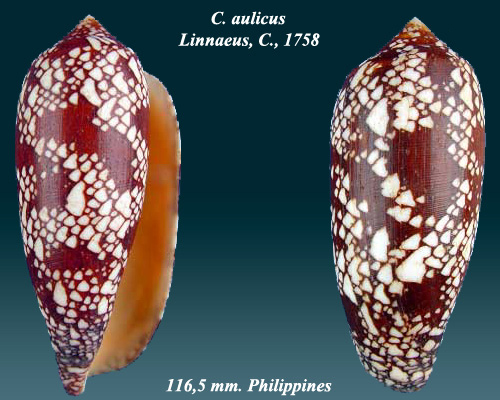
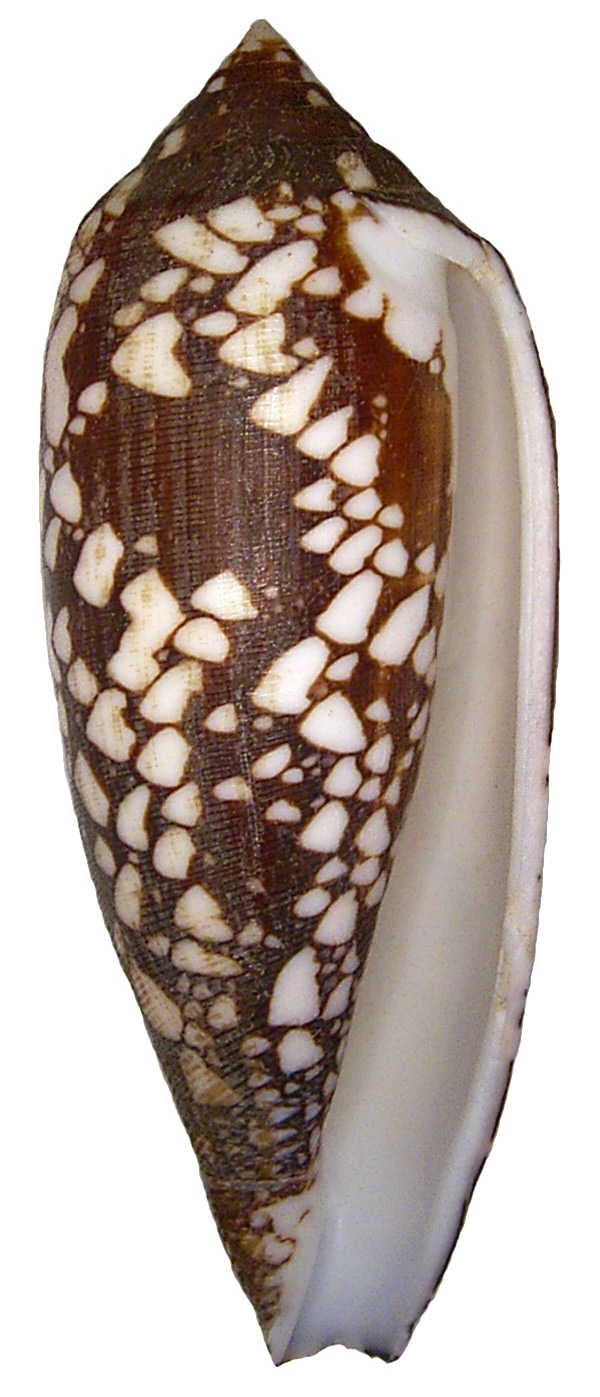

## Ареал
Тропический Индо-Тихоокеанский регион: от Красного моря и Австралии и южных Японских островов.

## Биология
Моллюски встречаются на мелководных участках на глубине 1 — 30 метров. Предпочитает песчаные грунты, часто прячется под камнями и среди кораллов. Хищник — активно охотится на моллюсков и рыб.